# Pterolophia nigrotransversefasciata
Pterolophia nigrotransversefasciata là một loài bọ cánh cứng trong họ Cerambycidae.